# 出差 (天文学)
在天文学中，出差（来自拉丁语，本义是“带出、带离”）是太阳对月球围绕地球的公转造成的最大均差。出差舊稱“月球的第二反常”（moon's second anomaly），早在古代，人們已經對它有了近似的瞭解。它的發現要歸功於托勒密。現在的這個名稱（evection）是17世紀纔有的，它是Bullialdus爲了他自己的月球運動理論體系而選定的名稱。
由出差导致的月球黄经变化量约爲±1.274°（度），周期约为31.8天。经度的出差由下列表達式給出：{\displaystyle +4586.45''\sin(2D-\ell )} ， 其中{\displaystyle D}是月球到太阳的平均角距离（它的距角，elongation），而{\displaystyle \ell }是月球与其近地点的平均角距离（平近点角，mean anomaly）。 
它來自以下兩種運動的疊加：月球軌道偏心率以約6個月爲週期的變動；以及月球近地點以類似週期進行的天平动。它是由太陽的作用引發的。
根據這兩種均差的主要項的和式：{\displaystyle +22639.55''\sin(\ell )+4586.45''\sin(2D-\ell ).} 可見，出差在新月和滿月時與月球的中心差方向相反，在弦月時與中心差方向相同：
- 在新月和滿月時，D=0°或180°，2D都等效於零度，上述和式化簡爲{\displaystyle +(22639.55-4586.45)''\sin(\ell )} 。
- 在弦月時，D=90°或270°，2D都等效於180°，出差項变号，上述和式化爲{\displaystyle +(22639.55+4586.45)''\sin(\ell )}。